# Roberto Benigni
Roberto Remigio Benigni, född 27 oktober 1952 i Manciano La Misericordia, Castiglion Fiorentino, Toscana, är en italiensk komiker, skådespelare och regissör inom film, teater och TV.

## Biografi
Roberto Benigni föddes 1952 i Manciano La Misericordia, en frazione till Castiglion Fiorentino i provinsen Arezzo i regionen Toscana.
När Roberto Benigni fick ett internationellt genombrott med filmen Livet är underbart (1997) var han sedan länge etablerad i hemlandet Italien. Livet är underbart är vid sidan av Giuseppe Tornatores Cinema Paradiso (1989) den mest framgångsrika italienska filmen både i hemlandet och internationellt. Från början var Benigni känd från tv där han hade skapat en karaktär, Cioni, och jämfördes med Totò, Buster Keaton, Charlie Chaplin, Woody Allen och Jim Carrey. Livet är underbart har jämförts med Chaplins Diktatorn (1940).
Han hade också regisserat och spelat med i ett stort antal filmer. Benigni flyttade 1970 till Rom, där han fick arbete hos Cesare Zavattini. Han spelade också med i Jim Jarmuschs kultfilmer Down by Law (1986), där han yttrade den numera kultförklarade repliken: "I scream, you scream, we all scream for icecream". Vidare löpte karriären på med filmer som Night on Earth (1992) och i Federico Fellinis Månens röst (1990). I sin första egna produktion Den lille djävulen (1988) var han starkt influerad av Zavattini. I Asterix och Obelix möter Caesar (1999), i regi av Alain Chabat, spelade Benigni mot den franske storstjärnan Gérard Depardieu. Det var den dittills dyraste franskspråkiga filmen, med en budget på 270 miljoner FF och var en fransk-tysk-italiensk samproduktion.
Benigni började arbeta med Livet är underbart 1995 tillsammans med manusförfattaren Vincenzo Cerami. Benigni som själv inte har judiskt ursprung hade fördjupat sig i Primo Levis arbeten och vars roman Fristen (La tregua, 1963) hade filmats 1996 av Francesco Rosi. Men idén kom också från personliga erfarenheter. Benignis egen far hade sänts till ett arbetsläger Bergen-Belsen 1943 där han var nära att svälta ihjäl. Det var faderns sätt att berätta om sina erfarenheter som formade filmen. Den handlar om en man som försöker skydda sin son under sin vistelse i ett nazistiskt koncentrationsläger genom att låtsas att förintelsen är en komplicerad lek där man måste följa reglerna och där man kan vinna en stridsvagn. Filmen blev en ögonblicklig succé och skickades i sista stund till Cannes där den fick Juryns stora pris 1998. Året därpå belönades Benigni med en Oscar för Bästa manliga huvudroll och filmen fick också pris som "Bästa utländska film" och för "Bästa musik (drama)". Italienska kritiker som Goffredo Fofi och Giuliano Ferrara drev en obarmhärtig kampanj mot Benigni och anklagade honom för att banalisera förintelsen. I USA blev filmen den mest inkomstbringande icke engelskspråkiga film någonsin. Även här fanns dock kritiker som David Denby i The New Yorker (1998-11-16) som kallade den för "nothing but a mistake" och det fanns även andra som tyckte att Benigni trivialiserade förintelsen. Andra har emellertid sett en djup ironi i den lille pojken Giosuès ord "abbiamo vinto" (vi vann) när han i slutscenen kommer åkande med en amerikansk stridsvagn och återförenas med modern.
När Benigni skulle göra en ny film efter den tidigare succén föll valet på Carlo Collodis saga om trädockan Pinocchio, som blir levande. Redan 1911 gjorde Giulio Antamoro en stumfilmsversion av sagan och den har nyligen återupptäckts och restaurerats. Gianetto Guardones film från 1947 med Vittorio Gassman är Benignis egen favorit men han anser att Luigi Comencinis version från 1972 är "den mest italienska av alla". Utanför Italien är det förmodligen Walt Disneys animerade långfilm Pinocchio (1940) de flesta associerar till. Federico Fellini hade länge umgåtts med tanken att göra en ny version men han lär på sin dödsbädd ha bett Benigni att själv göra filmen. Fellini brukade kalla Benigni för just "Pinocchietto" (lille Pinocchio). Filmen fick en budget på 40 miljoner euro, vilket var rekord för en italiensk film. Samma team som i Livet är underbart anlitades, Benigni spelar själv rollen som dockpojken och skådespelerskan/hustrun Nicoletta Braschi har rollen som den "Blå fen". Filmen är med sina karaktärer starkt påverkad av den traditionella Commedia dell'arte teatern. Den överdådiga scenografin och kostymerna blev designern Danilo Donatie sista arbete. Han hade tidigare arbetat åt bland andra Fellini och fick en Oscar för dräkterna till dennes film Fellinis Casanova (1976). Pinocchio premiärvisades på närmare 900 biografer i oktober 2002. Filmen hade tagit åtta månader av förberedelser och till det kom ett lika långt efterarbete. Själva inspelningen pågick under 28 veckor. Det ställdes alltså stora förväntningar och det var nästan oundvikligt att en del kritiker var besvikna på resultatet.
Benigni hade före premiären av Pinocchio stött sig med den italienska pressen vid en prisutdelning. Han maximerade fotografering till tre minuter vid detta tillfälle och det fanns många som tyckte att framgångarna hade stigit Benigni åt huvudet. Pressen hämnades genom att dagen därpå i samtliga tidningar publicera en bild av honom där anletsdragen var bortretuscherade. Men vid premiären av Pinocchio var allt glömt och filmen blev trots allt en succé i hemlandet. Att Silvio Berlusconis bolag Medusa var det som distribuerade Pinocchio i Italien stötte däremot många. Benigni hade alltid uppfattats som en stark kritiker av Berlusconi men nu uttalade han sig mycket positivt om dennes affärsbegåvning även om han tog avstånd från den av Berlusconi förda politiken.

## Filmografi
- 1972 – Sorelle Materassi (TV-serie)
- 1973 – Seguirà una brillantissima farsa... (TV-serie)
- 1976 – Onda libera (TV-serie)
- 1977 – Berlinguer ti voglio bene
- 1978 – L'Altra Domenica (TV-serie)
- 1978 – Vita da Cioni (TV-serie)
- 1979 – Letti selvaggi
- 1979 – I giorni cantati
- 1979 – Stunder av lycka (Clair de femme)
- 1979 – Månen (La luna)
- 1979 – Fristad (Chiedo asilo; även manus)
- 1980 – Ett himla spektakel (Il pap'occhio)
- 1981 – Il minestrone
- 1982 – Morto Troisi, viva Troisi!
- 1983 – Tu mi turbi (även regi och manus)
- 1984 – FF.SS. – Cioè
- 1984 – Nothing Left to Do But Cry (Non ci resta che piangere; även regi och manus)
- 1986 – Coffee and Cigarettes (kortfilm; även manus)
- 1986 – Down by Law
- 1988 – Den lilla djävulen (Il piccolo diavolo; även regi och manus)
- 1990 – Månens röst (La voce della luna)
- 1991 – Night on Earth
- 1991 – Johnny Tandpetaren (även regi och manus)
- 1993 – Rosa panterns son
- 1994 – Il mostro (även regi, manus och produktion)
- 1997 – Livet är underbart (även regi och manus)
- 1999 – Asterix och Obelix möter Caesar
- 2002 – Pinocchio (även regi och manus)
- 2003 – Coffee and Cigarettes
- 2003 – Caterina flyttar till stan
- 2005 – Tigern och snön (även regi och manus)
- 2010 – La commedia di Amos Poe (röst)
- 2012 – Förälskad i Rom
- 2019 – Pinocchio